# Hermine Stindt
Hermine Marie Stindt (ur. 3 stycznia 1888 r. w Bremerhaven, zm. 19 lutego 1974 r. w Hanowerze) – niemiecka pływaczka reprezentująca Cesarstwo Niemieckie, srebrna medalistka igrzysk olimpijskich (1912). 
Podczas V Letnich Igrzysk Olimpijskich w Sztokholmie w 1912 roku, Stindt wystartowała w dwóch konkurencjach pływackich. Na dystansie 100 metrów stylem dowolnym z czasem 1:29,2 zajęła trzecie miejsce w trzecim wyścigu eliminacyjnym i odpadła z dalszej rywalizacji. Stindt wystartowała także na trzeciej zmianie niemieckiej sztafety 4 × 100 m stylem dowolnym. Czasem 6:04,6 ekipa Niemek zdobyła srebrny medal.
Stindt reprezentowała hanowerski klub HSV 92.